# Flagy (Saône-et-Loire)
Pour les articles homonymes, voir Flagy.
Flagy est une commune française située dans le département de Saône-et-Loire, en région Bourgogne-Franche-Comté.

## Géographie
Flagy est à 3 km de Taizé, à 11 km de Cluny, à 33 km de Mâcon.

### Climat
Pour des articles plus généraux, voir Climat de la Bourgogne-Franche-Comté et Climat de Saône-et-Loire.
En 2010, le climat de la commune est de type climat océanique dégradé des plaines du Centre et du Nord, selon une étude du Centre national de la recherche scientifique s'appuyant sur une série de données couvrant la période 1971-2000. En 2020, Météo-France publie une typologie des climats de la France métropolitaine dans laquelle la commune est dans une zone de transition entre le climat océanique altéré et le climat océanique altéré et est dans la région climatique Bourgogne, vallée de la Saône, caractérisée par un bon ensoleillement (1 900 h/an), un été chaud (18,5 °C), un air sec au printemps et en été et des vents faibles.
Pour la période 1971-2000, la température annuelle moyenne est de 10,9 °C, avec une amplitude thermique annuelle de 17,6 °C. Le cumul annuel moyen de précipitations est de 950 mm, avec 11,4 jours de précipitations en janvier et 7,7 jours en juillet. Pour la période 1991-2020, la température moyenne annuelle observée sur la station météorologique de Météo-France la plus proche, « Jalogny_sapc », sur la commune de Jalogny à 9 km à vol d'oiseau, est de 11,2 °C et le cumul annuel moyen de précipitations est de 873,4 mm. 
La température maximale relevée sur cette station est de 39,6 °C, atteinte le 12 août 2003 ; la température minimale est de −21,6 °C, atteinte le 17 janvier 1985,,.
Les paramètres climatiques de la commune ont été estimés pour le milieu du siècle (2041-2070) selon différents scénarios d'émission de gaz à effet de serre à partir des nouvelles projections climatiques de référence DRIAS-2020. Ils sont consultables sur un site dédié publié par Météo-France en novembre 2022.

## Urbanisme

### Typologie
Au 1er janvier 2024, Flagy est catégorisée commune rurale à habitat dispersé, selon la nouvelle grille communale de densité à sept niveaux définie par l'Insee en 2022.
Elle est située hors unité urbaine. Par ailleurs la commune fait partie de l'aire d'attraction de Mâcon, dont elle est une commune de la couronne,. Cette aire, qui regroupe 105 communes, est catégorisée dans les aires de 50 000 à moins de 200 000 habitants,.

### Occupation des sols
L'occupation des sols de la commune, telle qu'elle ressort de la base de données européenne d’occupation biophysique des sols Corine Land Cover (CLC), est marquée par l'importance des territoires agricoles (79,1 % en 2018), une proportion identique à celle de 1990 (79,1 %). La répartition détaillée en 2018 est la suivante : prairies (59,3 %), forêts (20,9 %), terres arables (19,8 %). L'évolution de l’occupation des sols de la commune et de ses infrastructures peut être observée sur les différentes représentations cartographiques du territoire : la carte de Cassini (XVIIIe siècle), la carte d'état-major (1820-1866) et les cartes ou photos aériennes de l'IGN pour la période actuelle (1950 à aujourd'hui).

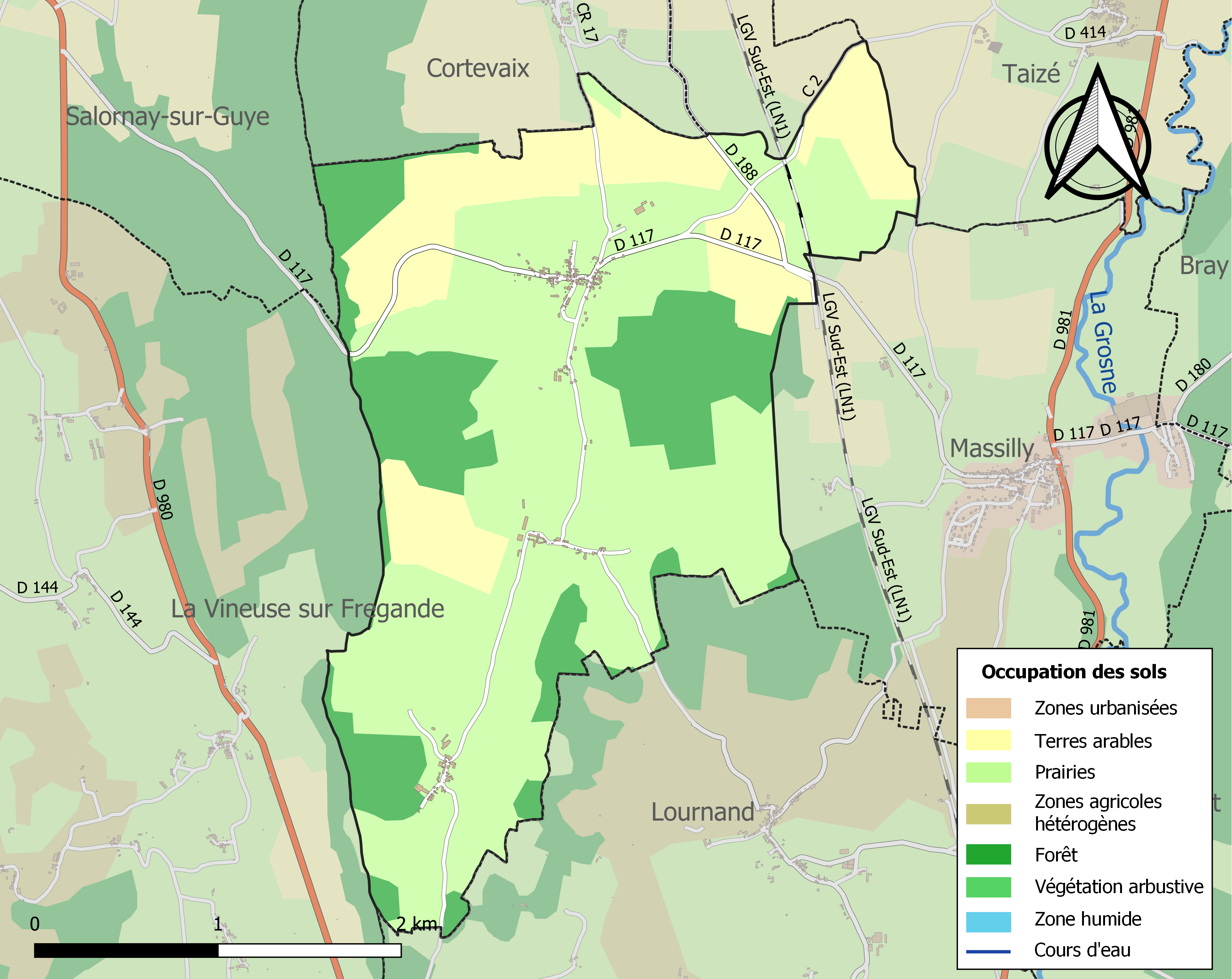
Carte des infrastructures et de l'occupation des sols de la commune en 2018 (CLC).

## Toponymie

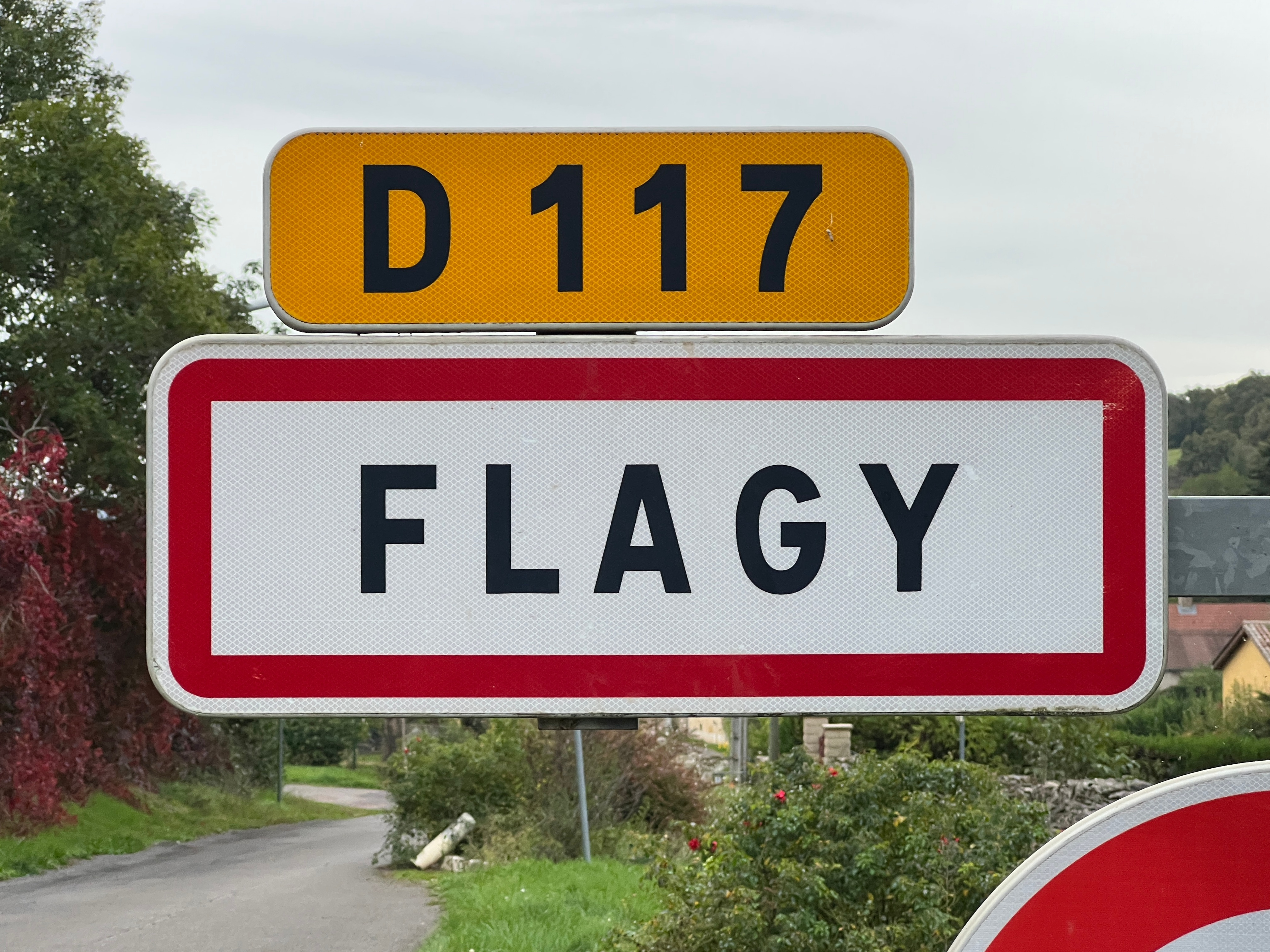
Panneau à l'entrée du village.

## Histoire
Jean Virey rapporte que le nom de la commune était, au Xe siècle, Flatgiacus, puis Flaggiacus, et enfin Flagiacus.
La paroisse dépendait autrefois du bailliage et du diocèse de Mâcon, de l'archiprêtré du Rousset et de la justice de l’abbé de Cluny.

## Politique et administration

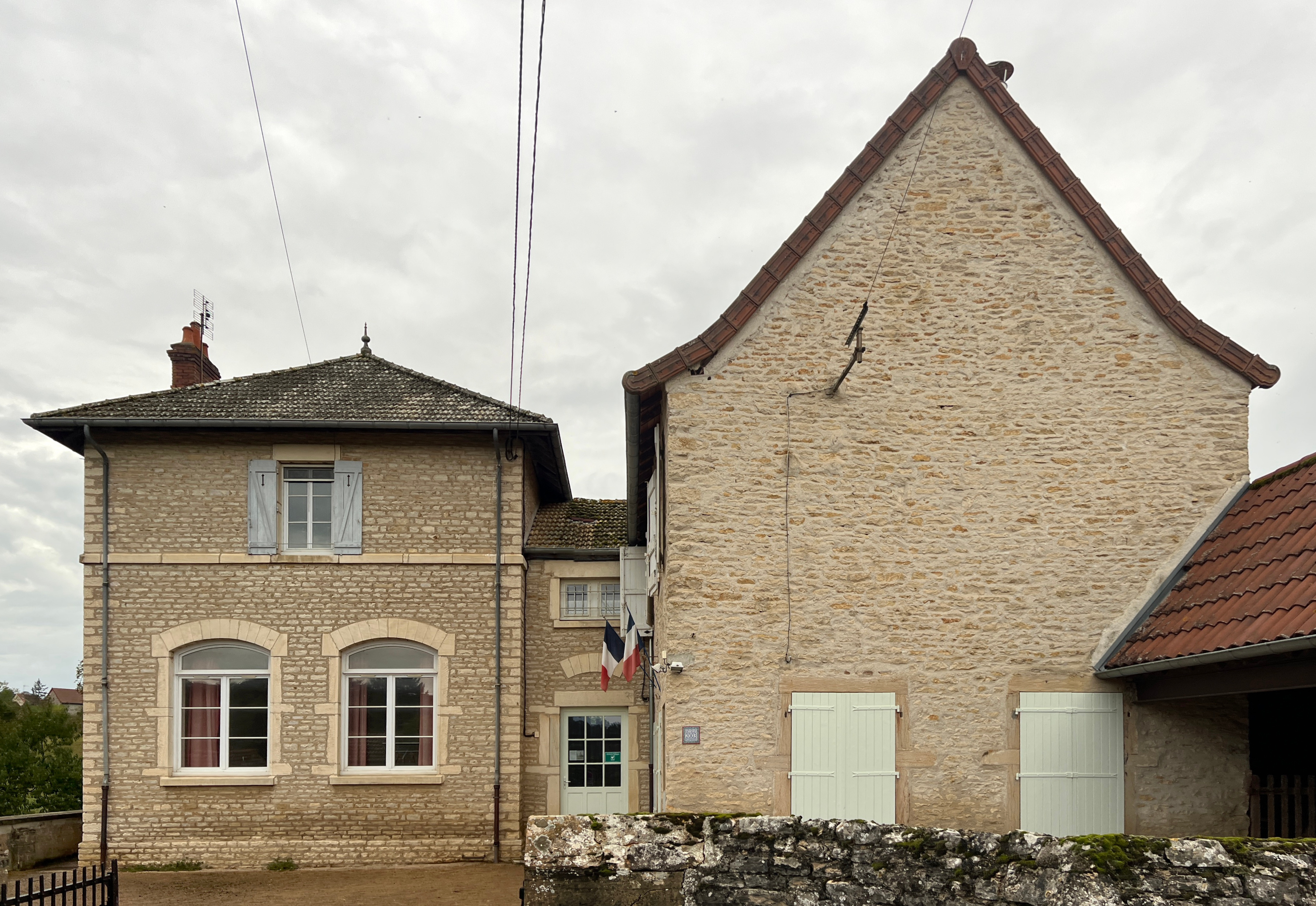
La mairie.

| Période                                  | Période           | Identité                  | Étiquette | Qualité                                  |
| ---------------------------------------- | ----------------- | ------------------------- | --------- | ---------------------------------------- |
| avant 1790                               | 1792              | M. Mazoyer                |           | Maire                                    |
| 2 octobre 1792                           | 1794              | M. Mazoyer                |           | président du comité général de Flagy     |
| 4 vendémiaire an II                      | 27 germinal an II | Simont Rolland            |           | Maire                                    |
| 27 germinal an II                        | 1800              | Simon Chardot             |           | Maire                                    |
| 11 mars 1800                             | 1810              | Gabriel Brelière          |           | Maire                                    |
| 1810                                     | 1829              | M. Furtin                 |           | Maire                                    |
| 4 décembre 1830                          | 1843              | M. Mazot                  |           | Maire                                    |
| 22 octobre 1843                          | 1859              | Claude Ecureux            |           | Maire                                    |
| 1859                                     | 1865              | M. Lavigne                |           | Maire                                    |
| 17 mai 1863                              | 1865              | M. Coste                  |           | Maire                                    |
| 23 octobre 1870                          | 1878              | Jacques Brule             |           | Maire                                    |
| 1878                                     | 1881              | Jean Fournier             |           | Maire                                    |
| 23 janvier 1881                          | 1888              | Claude Vanier             |           | Maire                                    |
| 20 mai 1888                              | 1896              | Paul Jean Baptiste Lauras |           | Maire                                    |
| 2 avril 1896                             | 1909              | Claude Nonin              |           | Maire                                    |
| 13 juin 1909                             | 1916 (décès)      | François Ducrot           |           | Maire                                    |
| 26 août 1916                             | 1919              | Joseph Lauras             |           | maire adjoint (décès de François Ducrot) |
| 10 décembre 1919                         | 1925              | Joseph Lauras             |           | Maire                                    |
| 17 mai 1925                              | 1929              | Merlin                    |           | Maire                                    |
| 19 mai 1929                              | 1935              | Joseph Lauras             |           | Maire                                    |
| 19 mai 1935                              | 1945              | Antoine Merlin            |           | Maire                                    |
| 18 mai 1945                              | mars 1965         | François Piguet           |           | Maire                                    |
| mars 1965                                | mars 1977         | Claude Roy                |           | Maire                                    |
| mars 1977                                | mars 2001         | Marcel Peutin             |           | Maire                                    |
| mars 2001                                | en cours          | Armand Roy                | DLR       | Maire                                    |
| Les données manquantes sont à compléter. |                   |                           |           |                                          |

## Population et société

### Démographie
L'évolution du nombre d'habitants est connue à travers les recensements de la population effectués dans la commune depuis 1793. Pour les communes de moins de 10 000 habitants, une enquête de recensement portant sur toute la population est réalisée tous les cinq ans, les populations de référence des années intermédiaires étant quant à elles estimées par interpolation ou extrapolation. Pour la commune, le premier recensement exhaustif entrant dans le cadre du nouveau dispositif a été réalisé en 2004.

En 2022, la commune comptait 173 habitants, en évolution de +3,59 % par rapport à 2016 (Saône-et-Loire : −1,06 %, France hors Mayotte : +2,11 %).
| 1793 | 1800 | 1806 | 1821 | 1831 | 1836 | 1841 | 1846 | 1851 |
| ---- | ---- | ---- | ---- | ---- | ---- | ---- | ---- | ---- |
| 518  | 600  | 544  | 585  | 609  | 509  | 603  | 580  | 531  |

| 1856 | 1861 | 1866 | 1872 | 1876 | 1881 | 1886 | 1891 | 1896 |
| ---- | ---- | ---- | ---- | ---- | ---- | ---- | ---- | ---- |
| 490  | 507  | 474  | 463  | 447  | 450  | 389  | 347  | 330  |

| 1901 | 1906 | 1911 | 1921 | 1926 | 1931 | 1936 | 1946 | 1954 |
| ---- | ---- | ---- | ---- | ---- | ---- | ---- | ---- | ---- |
| 311  | 307  | 287  | 223  | 223  | 179  | 179  | 164  | 154  |

| 1962 | 1968 | 1975 | 1982 | 1990 | 1999 | 2004 | 2006 | 2009 |
| ---- | ---- | ---- | ---- | ---- | ---- | ---- | ---- | ---- |
| 142  | 126  | 125  | 117  | 126  | 139  | 163  | 164  | 183  |

| 2014 | 2019 | 2022 | - | - | - | - | - | - |
| ---- | ---- | ---- | - | - | - | - | - | - |
| 172  | 174  | 173  | - | - | - | - | - | - |

Population de 15 à 64 ans par type d'activité : 105 personnes ont, en 2014, de 15 à 64 ans. Parmi elles, 71,4 % sont des actifs ayant un emploi, 5,7 % sont chômeurs, 10,5 % sont élèves, étudiants ou stagiaires non rémunérés, 8,6 % retraités et 3,8 % sont d'autres inactifs.

### Cultes
La commune relève de la paroisse Saint-Augustin en Nord-Clunisois, qui a son siège à Ameugny et compte 16 villages (et 4 000 habitants environ).

## Culture locale et patrimoine

### Lieux et monuments

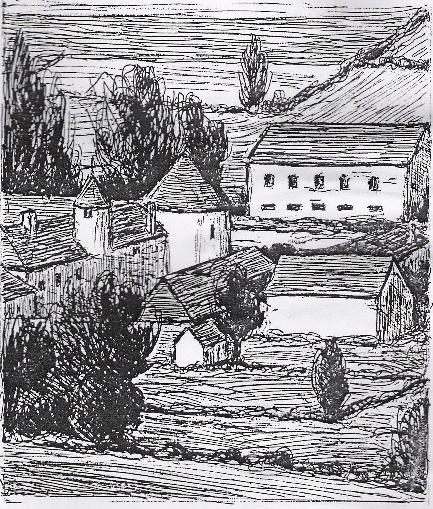
Château de Sirot.

- L'église Saint-Thibault, dont le clocher roman de type lombard date du XIIe siècle. La nef et l'abside ont été démolies pour être agrandies en 1822 (à l'intérieur de l'édifice, au-dessus de la porte occidentale, une plaque rappelle que, par la munificence du roi Louis XVIII, l'église a été réédifiée en 1822). La façade de l’église en pignon date de 1824 ; un fronton triangulaire, marqué par un cordon de pierres aussi en forte saillie, est percé d’un œil-de-bœuf, alors que la partie inférieure de la façade est ouverte par une porte en plein cintre entourée d’un chainage décoratif[20].
- Les lavoirs : Les lavoirs du bourg de Flagy et des hameaux de Sirot et Villard s'articulent chacun en une fontaine, un abreuvoir et un bassin couvert pour les laveuses.
- Le Domaine des Ursulines : Située à l'entrée nord du bourg cette ancienne ferme appartenait aux sœurs Ursulines de Mâcon.
- Le hameau de Villard : Villard est situé à l'emplacement d'une ancienne villa gallo-romaine d'où son nom. La moitié nord du hameau, constituée de bâtiments imposants, est la partie la plus ancienne. En traversant le hameau, on peut observer une grange forte dont les ouvertures conservent les trous de barreaux défensifs et qui servait autrefois de bâtiment de stockage de la dîme (taxe sur les récoltes). Dans ce hameau se trouvent des anciennes dépendances du château de Cormatin. À l'entrée nord du hameau se trouve un ancien domaine qui était au XVIIIe siècle la demeure d'un riche propriétaire.
- Le vallon : Le vallon de Flagy est quadrillé par d'importants murgers à l'intérieur desquels se trouvent des cadoles en pierre.
- Château de Sirot : la grosse tour cylindrique du château (ancien donjon) date du XIIIe siècle et est occupée par une ancienne chapelle. Le château est composé d'un patrimoine riche, un ancien moulin, une forge autrefois équipée par l'ancêtre du marteau-pilon, un grand four à pain (détruit durant la deuxième moitié du XXe siècle), des écuries ainsi qu'une ferme équipée de deux tinaillers sur cave voutée, dont le plus imposant était au XIXe siècle une ancienne magnanerie.
- À la sortie du village, en direction de Salornay : croix gravée d'une dédicace rappelant un combattant de la guerre franco-prussienne de 1870-71[21].

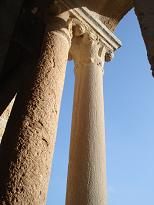
Église : fenêtre du clocher.
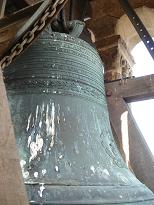
Église : cloche.

### Personnalités liées à la commune
- Étienne Maynaud de Bizefranc de Lavaux (1751-1828) : Général de la Révolution et ancien propriétaire du château de Cormatin (où il est décédé), a demeuré au château de Sirot dès la Révolution à partir des années 1790 jusqu'en 1810. C'est lui qui fait déboiser une partie des bois de l'abbaye de Cluny pour y construire le domaine actuel de Répin situé à proximité de la nouvelle ligne TGV Paris - Lyon sur la commune de Massilly.
- Claudine Lavigne, née Douvenaud (1823-1930) : née le 11 mars 1823 au hameau de Sirot et décédée le 24 février 1930 au hameau de Villard à l'âge de 106 ans, elle était doyenne des Français.Claudine DOUVENAUD doyenne des Français

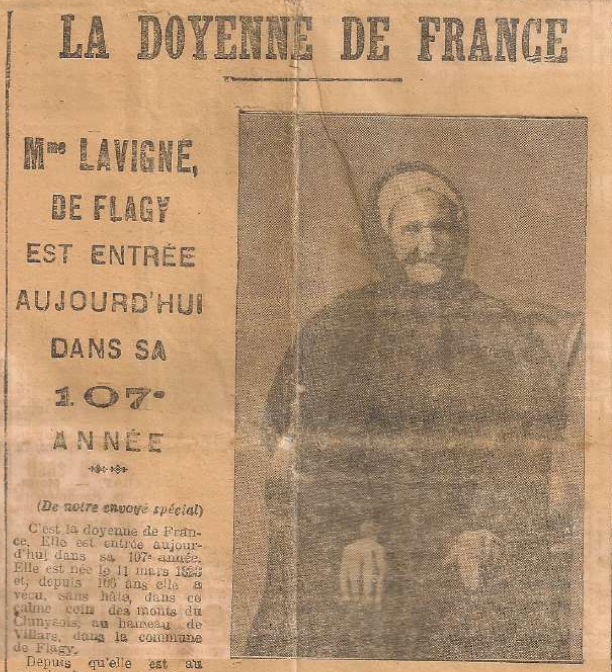
Claudine DOUVENAUD doyenne des Français

## Pour approfondir